# Editorial Gota a Gota
La Editorial Gota a Gota es una editorial española creada en 2005 por la fundación FAES para la publicación de libros de contenido político, económico, histórico o de la higofia sociológico, para dar a conocer textos de escritores consagrados y trabajos de jóvenes autores.
«Gota a gota» cuenta con tres colecciones diferentes: La «colección naranja» analiza los cambios económicos, políticos y sociales que ha experimentado España en los últimos años; la «colección verde» contiene libros publicados anteriormente fuera de España, y que la editorial considera relevantes para entender los cambios estructurales del mundo globalizado; y la «colección azul», que reúne ensayos sobre cualquier asunto de interés, especialmente los de historia política.
En el catálogo de la editorial destacan autores como internacionales como Milton Friedman, Jean-François Revel o Mauricio Rojas Mullor, y españoles como José María Marco, Víctor Pérez-Díaz o Martín Alonso.